# اتحادیه محلی
اتحادیه محلی، در آمریکای شمالی، یا شعبه اتحادیه، در بریتانیا و سایر کشورها، یک شعبه محلی از یک اتحادیه ملی است. اتحادیه کارگری اصطلاحات مورد استفاده برای زیرشاخه‌های اتحادیه‌های محلی از کشوری به کشور دیگر متفاوت است و شامل «کمیته فروشگاه»، «کمیته طبقه مغازه»، «هیئت کنترل»، «چاپل» و غیره است.
شعب محلی برای نمایندگی اعضای اتحادیه از یک منطقه جغرافیایی، شرکت یا بخش تجاری خاص سازماندهی می‌شوند. اتحادیه‌های محلی دارای ارگان‌های حاکمیتی خود هستند که منافع اتحادیه ملی را نمایندگی می‌کنند و در عین حال به خواسته‌های انتخاب‌کنندگان خود پاسخ می‌دهند و جلسات منظمی را برای اعضا سازماندهی می‌کنند. شعب محلی نیز ممکن است به شورای تجارت محلی وابسته باشند.
در ایالات متحده و کانادا، اتحادیه‌های محلی معمولاً شماره‌گذاری می‌شوند. در بریتانیا، آنها معمولاً بر اساس موقعیت جغرافیایی (مثلاً شعبه منچستر) نامگذاری می‌شوند، اما ممکن است نام و شماره (مثلاً شعبه شماره ۲ منچستر) یا نام خاص‌تری داشته باشند (مثلاً شعبه منچستر فیترز) در صورت وجود بیش از یک شعبه در یک شهر برخی از اتحادیه‌ها (به عنوان مثال اتحادیه حمل و نقل و کارگران عمومی) شعبه‌های خود را شماره‌گذاری می‌کنند و همچنین آنها را نام گذاری می‌کنند.
در صنعت چاپ بریتانیا، شاخه‌های اتحادیه به‌طور سنتی به شاخه‌های فرعی معروف به «چاپل» تقسیم می‌شوند که توسط پدر روحانی کلیسا کنترل می‌شود. هر چاپل نمایانگر اعضایی در یک کار چاپی واحد یا بخش یک اثر بزرگتر است.